# Måneformørkelse 27. juli 2018
Der var en total måneformørkelse 27. juli 2018 som var den anden totale måneformørkelse i 2018. Den første skete 31. januar 2018, og den næstfølgende bliver 21. januar 2019. Formørkelsen var total i ca. 1 time og 43 minutter fra kl. 19.30 UTC til 21.13 UTC. Det blev derved den længstvarende måneformørkelse i over 100 år. Den lange varighed skyldtes at månens centrum passerede tæt forbi centrum af jordens skygge.
Måneformørkelsen var synlig i hele perioden fra det østlige Afrika og det centrale Asien. Månen stod op formørket over Sydamerika, det vestlige Afrika og Europa. Den gik ned formørket over det østlige Asien og Australien.
I Danmark stod månen op lidt efter kl. 21 over Bornholm før formørkelsen blev total, mens den først stod op efter den totale formørkelse var startet over Vestjylland.
Under en total måneformørkelse får månen et kobberødt skær. Fænomenet skyldes at solens lys afbøjes og filtreres i jordens atmosfære så især det røde lys passerer igennem den.
| Tidspunkt (UTC) | Tidspunkt (dansk tid) | Månens placering                                       | Type formørkelse                |
| --------------- | --------------------- | ------------------------------------------------------ | ------------------------------- |
| 17:14:49        | 19:14:49              | Månens kant rammer jordens halvskygge                  | Halvskygge-formørkelse begynder |
| 18:24:27        | 20:24:27              | Månens kant rammer jordens kerneskygge                 | Delvis formørkelse begynder     |
| 19:30:15        | 21:30:15              | Hele månens overflade er dækket af jordens kerneskygge | Total formørkelse begynder      |
| 20:21:44        | 22:21:44              | Månen er halvvejs gennem jordens kerneskygge           | Total formørkelse               |
| 21:13:12        | 23:13:12              | Månen begynder at komme ud fra jordens kerneskygge     | Total formørkelse forbi         |
| 22:19:00        | 00:19:00              | Månen begynder at komme ud fra jordens halvskygge      | Delvis formørkelse forbi        |
| 23:28:37        | 01:28:37              | Månen er helt ude af jordens halvskygge                | Halvskygge-formørkelse forbi    |

- Hvidt område: Formørkelsen er synlig i hele dens periode
- Mellem linjerne P1 og U1: Månen står op tiltagende halvskygge-formørket eller går ned aftagende halvskygge-formørket
- Mellem linjerne U1 og U2: Månen står op tiltagende delvist formørket eller går ned aftagende delvist formørket
- Mellem linjerne U2 og U3: Månen står op eller går ned totalt formørket
- Mellem linjerne U3 og U4: Månen står op aftagende delvist formørket eller går ned tiltagende delvist formørket
- Mellem linjerne U4 og P4: Månen står op aftagende halvskygge-formørket eller går ned tiltagende halvskygge-formørket
- Mørkt område: Formørkelse er ikke synlig

## Billeder af formørkelsen
- Delvis formørkelse: 18:25 UTC (Nanjing, Kina)
- 18:52 UTC (Athen, Grækenland)
- 19:12 UTC (Moskva, Rusland (delvis dækket af skyer)
- Total formørkelse: 19:48 UTC (Chelsea ved Melbourne, Australien (Mars ses også)
- 20:07 UTC (Chelsea ved Melbourne, Australien)
- 20:53 UTC (Lonsee, Tyskland)